# Khislavichsky (huyện)
Huyện Khislavichsky (tiếng Nga: Хиславичский райо́н) là một huyện hành chính tự quản (raion), của Tỉnh Smolensk, Nga. Huyện có diện tích 1162 kilômét vuông, dân số thời điểm ngày 1 tháng 1 năm 2000 là 13200 người. Trung tâm của huyện đóng ở Khislavichi.